# 江汉二桥街道
江汉二桥街道是中华人民共和国湖北省武汉市汉阳区下辖的一个街道办事处。

## 行政区划
江汉二桥街道下辖以下村级行政区划单位：
知音东苑社区、玫瑰东园社区、知音西苑社区、玫瑰西园社区、水仙里社区、郭茨口社区、桥西社区、玫瑰东苑社区、恒富苑社区、玫瑰苑社区、桥东社区、十里铺社区、赫山社区和郭琴社区。